# Jan Modzelewski
Jan Modzelewski (ur. 7 kwietnia 1873 w Chmielówce, zm. 14 marca 1947 we Fryburgu) – polski fizyk, przedsiębiorca i dyplomata. Długoletni (1919–1938) poseł II Rzeczypospolitej w Szwajcarii.

## Życiorys
Ukończył gimnazjum w Odessie, studiował następnie na uniwersytecie w Liège i na uniwersytecie we Fryburgu, gdzie uzyskał stopień naukowy doktora fizyki. W 1901 założył we Fryburgu fabrykę kondensatorów, po dwóch latach przekształconą w spółkę akcyjną Societe Generale des Condensateurs Electriques, do 1919 był jej głównym właścicielem i dyrektorem. W latach 1910–1914 pracował na Uniwersytecie Genewskim.
Był związany z Narodową Demokracją, w czasie I wojny światowej czynnie uczestniczył w powołaniu Komitetu Narodowego Polskiego w Paryżu, przez kilka lat kierował Centralną Agencją Prasową w Lozannie. Bliski współpracownik Erazma Piltza, został mianowany przedstawicielem KNP w Szwajcarii.
Po odzyskaniu niepodległości 15 lutego 1919 został radcą legacyjnym misji polskiej w Bernie, po jej przekształceniu w Poselstwo RP 28 kwietnia 1919 został chargé d’affaires.
14 sierpnia 1919 roku mianowany na posła nadzwyczajnego i ministra pełnomocnego RP w Szwajcarii. Kierował placówką nieprzerwanie do 31 października 1938. On to za kwotę 320 tys. franków zakupił w Bernie posiadłość z willą przy Elfenstrasse 20, w której ulokowano Ambasadę RP. W czasie służby współpracował ściśle z Delegacją RP przy Lidze Narodów i wchodził w skład delegacji polskich na poszczególne sesje Zgromadzenia Ligi Narodów. W 1932 roku był delegatem Polski na konferencję rozbrojeniową. Po zakończeniu służby dyplomatycznej pozostał w Szwajcarii, gdzie zmarł.

## Ordery i odznaczenia
- Wielka Wstęga Orderu Odrodzenia Polski (1938)[2]
- Krzyż Komandorski z Gwiazdą Orderu Odrodzenia Polski (9 listopada 1926)[3][4][5]
- Krzyż Komandorski Orderu Odrodzenia Polski (31 grudnia 1923)[4][6]
- Złoty Krzyż Zasługi (9 listopada 1931)[7]
- Wielka Wstęga Orderu Świętego Sawy (1932, Jugosławia)[4][8]
- Wielka Wstęga Orderu Korony Rumunii (1932, Rumunia)[4][8]
- Wielka Wstęga Orderu Czerwonego Krzyża (1932, Kuba)[4][8]
- Krzyż Komandorski Orderu Legii Honorowej (1932, Francja)[4][8]